# Jean Massart
Pour les articles homonymes, voir Massart.
 (mars 2013).
Jean Massart est un botaniste belge, né le 7 mars 1865 à Etterbeek  près de Bruxelles et mort le 16 août 1925 à Houx.
Il est docteur en médecine et en sciences. Il étudie auprès de Paul Héger (1846-1925). Il est nommé professeur de botanique à l’université libre de Bruxelles en 1895. Il travaille ensuite à l’Institut Pasteur de Paris. De 1902 à 1906, il occupe un poste de conservateur au Jardin botanique de l'État à Bruxelles. 
Massart effectue plusieurs voyages d’herborisation au Brésil, au Sahara, au Mexique et aux Indes néerlandaises. Il participe activement aux premières mesures de protection de l’environnement en Belgique.
En 1922, il crée le Jardin botanique Jean Massart à Bruxelles.

## Principaux ouvrages
- Parasitisme organique et parasitisme social (Paris, 1893), avec Émile Vandervelde (1866-1938).
- La Récapitulation et l'innovation en embryologie (Gand, 1894).
- L'Évolution régressive en biologie et en sociologie (Paris, Félix Alcan, coll. «Bibliothèque scientifique internationale», 1897), avec  Émile Vandervelde et Jean Demoor (1867-1941).
- Essai de géographie botanique des districts littoraux et alluviaux de la Belgique (Jardin botanique de l'État, Bruxelles, 1908) texte en ligne disponible sur IRIS
- Esquisse de la géographie botanique de la Belgique (H. Lamertin, Bruxelles, 1910).
- Nos Arbres (1911).
- Pour la protection de la nature en Belgique (Bruxelles, 1912).
- Les aspects de la végétation en Belgique. Les districts flandrien et campinien (Bruxelles 1912')
- La Presse clandestine dans la Belgique occupée... (Berger-Levrault, Paris, 1917).
- Éléments de biologie générale et de botanique (M. Lemertin, Bruxelles, deux volumes, 1921 et 1923).